# 約薩河 (辛恩河支流)
50°14′12″N 9°36′1″E / 50.23667°N 9.60028°E

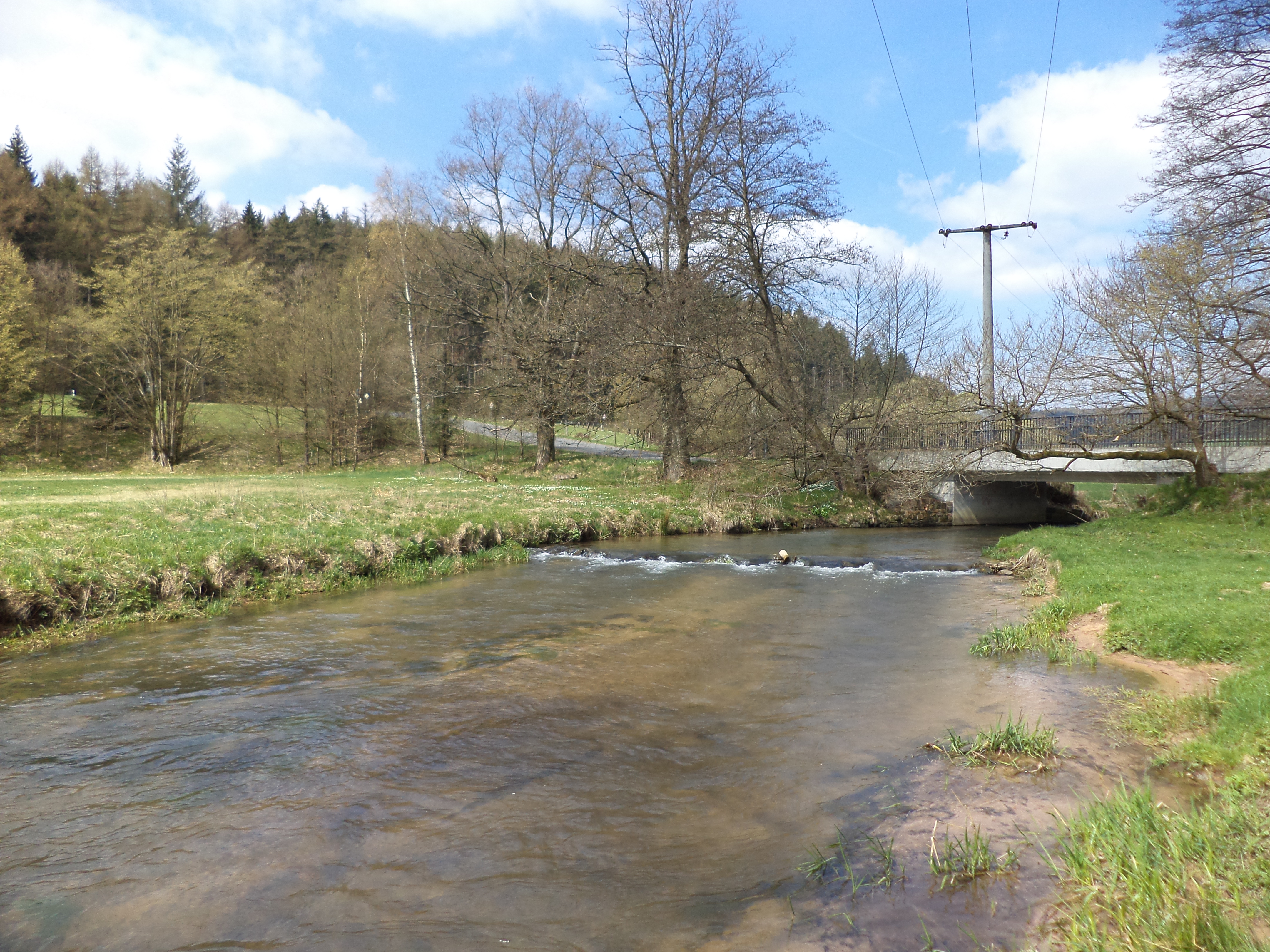
約薩河（辛恩河支流）

約薩河（德語：Jossa），是德國的河流，位於該國中部，由黑森州負責管轄，屬於辛恩河的右支流，河道全長32.3公里，流域面積146.7平方公里，發源自約斯格倫德，河口處在辛塔爾。